# Шааг, Авраам-Хаим
Авраам-Хаим Шаг (ивр. אברהם-חיים שאג‎; при рождении Авраам-Хаим Цвебнер; 1887, Иерусалим — 6 декабря 1958, Израиль) — израильский раввин, политический и общественный деятель. Депутат кнессета 1-го созыва от партии «Объединённый религиозный фронт»

## Биография
Родился в 1887 году в Иерусалиме, Османская империя (ныне Израиль), в семье Йехезкэля Цвебнера и его жены Гуты. Правнук известного раввина Авраама Шаага (Цвебнера). Получил религиозное еврейское образование в Талмуд-торе, а затем в иешиве «Торат Хаим». Был одним из основателей Кфар-Сабы, кварталов Байт-Ваган, Ромема и Геула в Иерусалиме.
Возглавлял иешиву в Иерусалиме, а также с 1936 был избран председателем религиозного совета города. Был одним из основателей и лидеров движения «Мизрахи», в 1919—1921 годах возглавлял движение в Иерусалиме. В 1920 году был избран депутатом Законодательного собрания Подмандатной Палестины, был членом Ваада Леуми.
В 1949 году избран депутатом кнессета 1-го созыва от партии «Объединённый религиозный фронт», работал в комиссии по законодательству переходного периода, финансовой комиссии и комиссии по услугам населению.
Умер 6 декабря 1958 года.